# Бруквілл (Огайо)
Бруквілл (англ. Brookville) — місто (англ. city) в США, в окрузі Монтгомері штату Огайо. Населення — 5989 осіб (2020).

## Географія
Бруквілл розташований за координатами 39°50′21″ пн. ш. 84°25′3″ зх. д. / 39.83917° пн. ш. 84.41750° зх. д. (39.839239, -84.417563).  За даними Бюро перепису населення США в 2010 році місто мало площу 9,90 км², уся площа — суходіл.

## Демографія
Згідно з переписом 2010 року, у місті мешкали 5884 особи в 2508 домогосподарствах у складі 1626 родин. Густота населення становила 594 особи/км².  Було 2684 помешкання (271/км²).
Расовий склад населення:
| - 97,6 % — білих - 0,9 % — азіатів - 0,4 % — чорних або афроамериканців - 0,1 % — корінних американців |

До двох чи більше рас належало 0,7 %. Частка іспаномовних становила 0,7 % від усіх жителів.
За віковим діапазоном населення розподілялося таким чином: 23,3 % — особи молодші 18 років, 54,5 % — особи у віці 18—64 років, 22,2 % — особи у віці 65 років та старші. Медіана віку мешканця становила 42,3 року. На 100 осіб жіночої статі у місті припадало 85,7 чоловіків;  на 100 жінок у віці від 18 років та старших — 78,9 чоловіків також старших 18 років.
Середній дохід на одне домашнє господарство  становив 55 809 доларів США (медіана — 44 875), а середній дохід на одну сім'ю — 73 741 долар (медіана — 65 929). Медіана доходів становила 44 519 доларів для чоловіків та 39 924 долари для жінок. За межею бідності перебувало 8,9 % осіб, у тому числі 12,2 % дітей у віці до 18 років та 7,2 % осіб у віці 65 років та старших.
Цивільне працевлаштоване населення становило 2706 осіб. Основні галузі зайнятості: виробництво — 28,0 %, освіта, охорона здоров'я та соціальна допомога — 20,4 %, роздрібна торгівля — 14,9 %.